# Händler

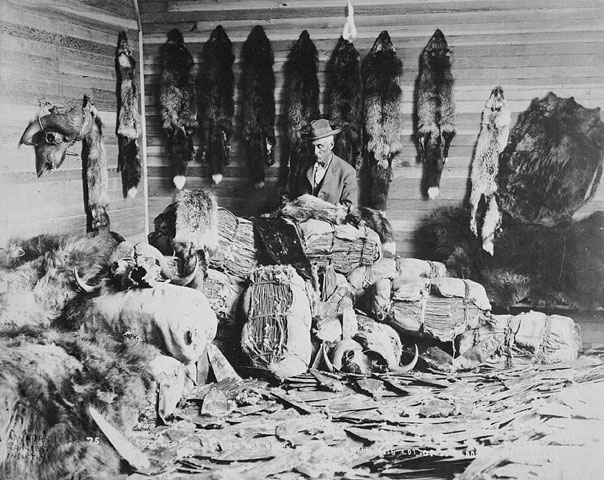
Pelzhändler in seinem Lager (Kanada 1890)

Als Händler werden im Handel Personen oder Unternehmen bezeichnet, die Handelswaren (Commodities) oder Finanzprodukte kaufen und sie ohne wesentliche Weiterverarbeitung wieder verkaufen.

## Allgemeines
Viele Händler haben sich spezialisiert (z. B. Autohändler, Fahrradhändler, Gemüsehändler, Effektenhändler). Allgemein und im Handelsrecht wurden sie mitunter auch Handeltreibender, Handelsmann oder Kaufmann genannt; es gab und gibt aber verschiedene Unterscheidungen in den Regelwerken.
Gegenüber dem Verbraucher ist ein Händler oder Kaufmann meist als Unternehmer zu qualifizieren. Daraus folgt, dass das Recht zum Verbraucherschutz greift: In Österreich gibt es den Kaufmann nicht mehr, hier ist auch unternehmensrechtlich jeder freiberufliche Händler Unternehmer oder im anderen Falle Verkäufer (Berufsgruppe Einzelhandel). Das deutsche Geräte- und Produktsicherheitsgesetz definiert: Händler ist jede natürliche oder juristische Person in der Lieferkette, die ein Produkt auf dem Markt bereitstellt, mit Ausnahme des Herstellers und des Einführers (§ 2 Nr. 12 ProdSG). Zu einer Übersicht der Lehr- und Ausbildungsberufe und beruflichen Weiterbildung siehe Kaufmännischer Beruf.

## Begriffe

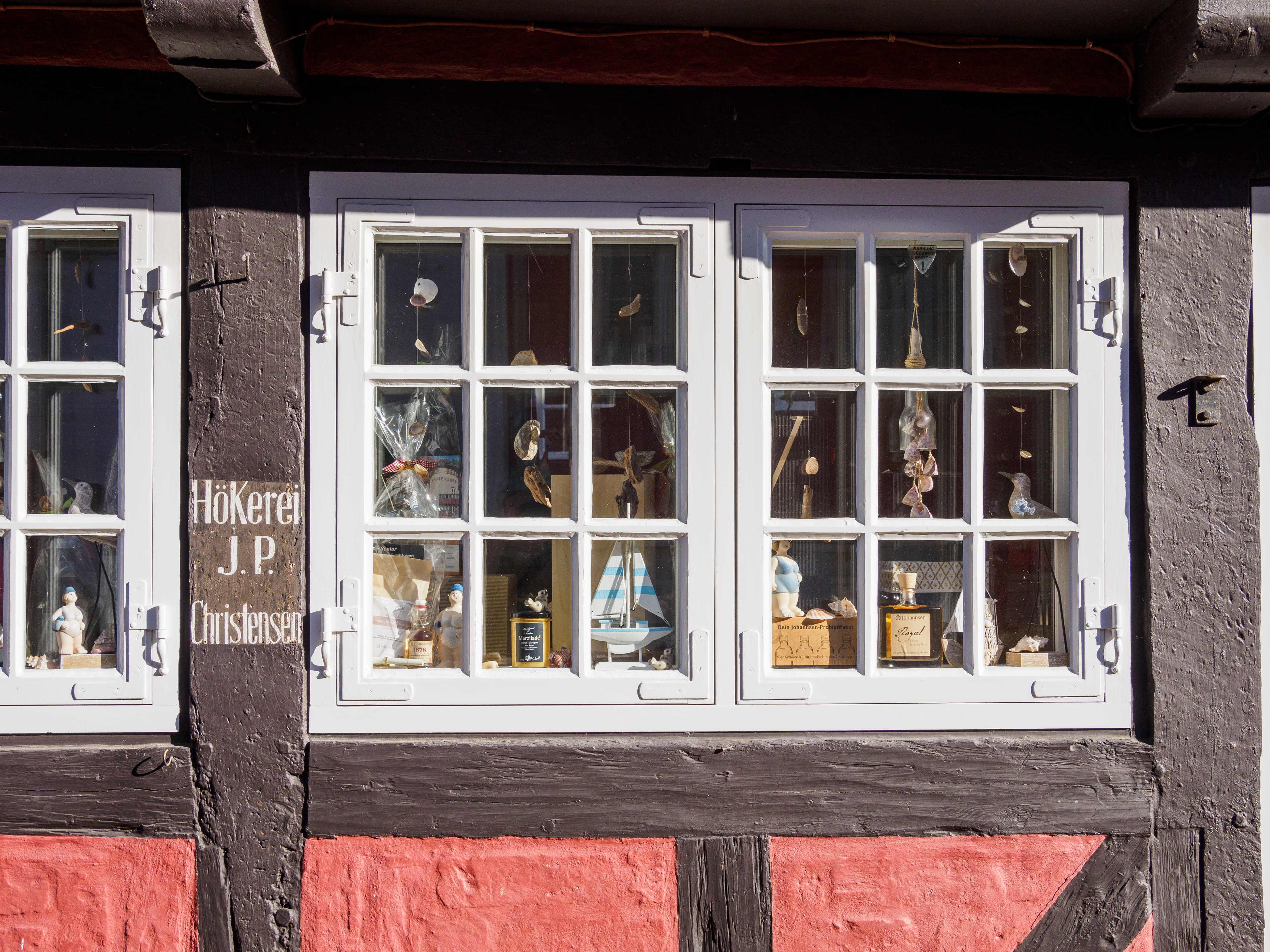
Hökerei in Flensburg

Früher wurden Händler auch als Kramer (norddeutsch), Krämer, Hake (norddeutsch), Fragner oder Greißler (österreichisch) bezeichnet. Kleinhändler (vor allem auf Märkten) werden auch als Höker (hieraus: verhökern) oder Detaillisten bezeichnet. Der Begriff Trader wird für angestellte Händler an den Finanzmärkten (etwa Börse) verwendet. Unter dem englischen Ausdruck für „Händler“, Dealer, wird im deutschen Sprachraum meist ein Drogenhändler verstanden.

## Geschichte
Bereits in der Jungsteinzeit gab es Handel mit Feuerstein, dem damaligen Werkstoff für Klingen aller Art, mangels Währungen als Tauschhandel.
Im alten Ägypten gab es allerorts Warentauschmärkte, zunächst mit reinem Naturaltauschhandel, und Marktschiffe legten in den Häfen am Nil an. Beamte begutachteten, auch durch Messen und Wiegen, ob der Gütertausch fair ablief. Der Pharao war Herr über den Außenhandel mittels Karawanen. Händler waren also oft Handelsreisende zu Wasser und zu Lande. Das assyrische Reich trieb ebenfalls Fernhandel. Kleinere Völker waren teils spezialisiert auf bestimmte Handelsware, z. B. die Nabatäer bekannt als Zwischenhändler von Weihrauch.
Eine andere Art reisender Händler waren ebenfalls seit der Antike die fast jeden militärischen Tross begleitenden Marketender. Sie versorgten Ritter, Soldaten und Söldner unterwegs.
In der antiken Stadt Rom gab es mit den „Trajansmärkten“ bereits eine Art Einkaufszentren, während die Getreideversorgung für römische Bürger kostenlos, also abseits des örtlichen Handels war.

### Mittelalter
Der Begriff Kaufmann, der regelmäßig Kaufgeschäfte treibt, wird in mittelalterlichen Quellen durchaus unterschiedlich verwendet, und eine klare Begriffsunterscheidung kann recht schwierig sein, da dem Großhändler zwar der direkte Handel, mit Gewürzen zum Beispiel, verboten war, aber Kaufleute mitunter einfach Angestellte engagierten oder Niederlassungen gründeten, die für sie den lokalen Absatz übernahmen. Neben dem Fernhandel nahm also auch der Klein- und Kleinsthandel eine sehr wichtige Rolle im mittelalterlichen Handelssystem ein.
Gewerbetreibende, Bauern und Handwerker versorgten die Märkte mit Produkten, die sie selbst vor Ort produzierten und oft auch mit mehr.
Buckelkrämer, synonym auch Hausierer oder Höker (von mittelhochdeutsch hucke für ‚Traglast des Hausierers‘), zogen durch das Land und boten aus ihrem Kramkorb oder Bauchläden vor allem auch lokale landwirtschaftliche Erzeugnisse an (z. B. der Grünhöker als Gemüsehändler). Sie gehörten meist keiner Zunft an.
siehe auch ambulanter Handel
Einen höheren Rang in diesem Nahverteilernetz nahm der Krämer (lateinisch institor) genannt (was im alten Rom der von dem Inhaber eines Gewerbes als Geschäftsführer im Allgemeinen oder in einem bestimmten Geschäftszweig angestellt worden war bedeutete) ein, der vor Ort einen Kramladen hatte und Märkte besuchte (althochdeutsch kram ‚Zelt, Marktbude‘ und mittelhochdeutsch ‚Zeltdecke, Ware‘). Dort, sowie auf Messen und an den Stapelplätzen, deckte er sich mit Waren ein, wenn er sie nicht gleich selbst importierte, und bot ein umfangreiches Sortiment feil, darunter Beutel, Kleinkram, Nähzeug und Pflegeprodukte. Hin und wieder auch Drogen und Gewürze, die auch als Namensgeber für diverse Krämerzünfte dienten, wie in Basel: zum Beispiel: „Zum Ingwer“, „Zum Pfeffer“ etc. Ein anderer Begriff für Kleinhandel treibende Händler mit eigenem Verkaufsstand (Gremplerbank) war der Gremper (auch Grempler).
Städtische Verordnungen schützten einheimische Krämer vor Konkurrenz aus anderen Regionen und versuchten gleiche Bedingungen für alle ortsansässigen Krämer zu schaffen.
Der Krämer pflegte freien Standes zu sein. Schließlich mussten sie sich frei bewegen können. Einige wurden in italienischen Städten zum Beispiel sogar den Rossdienst leistenden Kriegsmannen zugerechnet oder standen zu den Burgmannen einer Stadt in näherem Verhältnis. Krämer konnten zu Reichtum und Einfluss kommen, Krämerzünfte, deren Vorsteher „Krämermeister“ genannt wurde, waren mitunter den Handelszünften an politischer Bedeutung ebenbürtig. Natürlich war der Handel (allein) nie eine Garantie für soziales Ansehen.
Bis zum Spätmittelalter bildeten sich im Kleinhandel dann jedoch spezialisierte Gewerbe heraus und der Begriff des Krams erhielt eine negative Konnotation. Zu jener Zeit waren Wanderhändler und Straßenhändler mit gängigen Waren ohne festen Standort unterwegs.

### Neuzeit und  20. Jahrhundert
Der Kolonialismus wurde nicht nur von Staaten betrieben, sondern auch von Vereinigungen von Kaufleuten und Händlern, z. B. den Ostindien-Kompanien.
Im frühen 20. Jahrhundert wird der Beruf des Krämers wie folgt beschrieben: „Kramer (=Krämer) sind Minderkaufleute im Sinne des Handelsrechts. Der Kleinhändler heißt auch Krämer, seine Tätigkeit „Kramhandel“ …der Trödelhandel ist Kleinhandel mit gebrauchten Gegenständen.“ Vielerorts war Krämer aber auch längst Synonym für den Ladeninhaber eines kleinen Lebensmittelladens, ursprünglich Krämerladen geheißen, später unter Nostalgie-Aspekten bekannter unter der Bezeichnung Tante-Emma-Laden – aber nicht mehr mit dem typischen Gurkenfass.
Der Begriff Händler bekam im 20. Jahrhundert im Bankwesen und Interbankenhandel durch Börsenhändler und Devisenhändler neue Bedeutungsvarianten, weil Kreditinstitute auch Handel betrieben. 